# أمهات ضد القيادة في حالة السكر
أمهات ضد القيادة في حالة السكر (بالإنجليزية: Mothers Against Drunk Driving)‏ الأمهات ضد القيادة في حالة سكر (MADD) هي منظمة غير ربحية في الولايات المتحدة وكندا والبرازيل تسعى إلى وقف القيادة في حالة السكر، ودعم المتضررين من القيادة في حالة السكر، ومنع شرب الكحول دون السن القانونية، والسعي إلى سياسة قيادة أكثر صرامة، سواء كان هذا الضعف ناتجا عن الكحول أو أي دواء آخر. تأسست المنظمة التي تتخذ من إيرفينغ بولاية تكساس مقرا لها في 5 سبتمبر 1980 في كاليفورنيا من قبل كانديس لايتنر بعد مقتل ابنتها كاري البالغة من العمر 13 عاما على يد سائق مخمور.